# Aktio-Vonitsa
Aktio-Vonitsa (in greco Άκτιο - Βόνιτσα?) è un comune della Grecia situato nella periferia della Grecia occidentale (unità periferica dell'Etolia-Acarnania) con 17.872 abitanti secondo i dati del censimento 2001. Su sede é Vonitsa e contiene anche Katouna, Paliampela, Tryfos, Drymos, Aktio y altri locali.
È stato istituito a seguito della riforma amministrativa detta Programma Callicrate in vigore dal gennaio 2011 che ha abolito le prefetture e accorpato numerosi comuni.